# Campagne-lès-Wardrecques
Campagne-lès-Wardrecques – miejscowość i gmina we Francji, w regionie Hauts-de-France, w departamencie Pas-de-Calais.
Według danych na rok 1990 gminę zamieszkiwały 862 osoby, a gęstość zaludnienia wynosiła 184 osób/km² (wśród 1549 gmin regionu Nord-Pas-de-Calais Campagne-lès-Wardrecques plasuje się na 607. miejscu pod względem liczby ludności, natomiast pod względem powierzchni na miejscu 708.).